# Julie Bresset
Julie Sylvie Bresset (Saint-Brieuc, 9 de junio de 1989) es una deportista francesa que compitió en ciclismo de montaña en la disciplina de campo a través.
Participó en los Juegos Olímpicos de Londres 2012, obteniendo una medalla de oro en la prueba de campo a través.
Ganó cinco medallas en el Campeonato Mundial de Ciclismo de Montaña entre los años 2011 y 2013, y una medalla de oro en el Campeonato Europeo de Ciclismo de Montaña de 2011.
En 2013 fue nombrada caballero de la Legión de Honor.

## Medallero internacional
| Juegos Olímpicos   | Juegos Olímpicos             | Juegos Olímpicos | Juegos Olímpicos           |
| Año                | Lugar                        | Medalla          | Competición                |
| ------------------ | ---------------------------- | ---------------- | -------------------------- |
| 2012               | Londres (Reino Unido)        | Medalla de oro   | Campo a través             |
| Campeonato Mundial |                              |                  |                            |
| Año                | Lugar                        | Medalla          | Competición                |
| 2011               | Champéry (Suiza)             | Medalla de oro   | Campo a través por relevos |
| 2012               | Leogang/Saalfelden (Austria) | Medalla de oro   | Campo a través             |
| 2012               | Leogang/Saalfelden (Austria) | Medalla de plata | Campo a través por relevos |
| 2013               | Pietermaritzburg (Sudáfrica) | Medalla de oro   | Campo a través             |
| 2013               | Pietermaritzburg (Sudáfrica) | Medalla de plata | Campo a través por relevos |
| Campeonato Europeo |                              |                  |                            |
| Año                | Lugar                        | Medalla          | Competición                |
| 2011               | Dohňany (Eslovaquia)         | Medalla de oro   | Campo a través por relevos |